# Den Kongelige Afstøbningssamling
Den Kongelige Afstøbningssamling har til huse i Vestindisk Pakhus (opført 1780-81) på Toldbodgade 40 i København og rummer cirka 2.200 gipsafstøbninger af skulpturer fra 2.500 f.Kr. til omkring år 1600.

## Historie
Den Kongelige Afstøbningssamling blev grundlagt i 1895 som en del af Statens Museum for Kunst. Det var kunsthistorikeren Julius Lange og brygger Carl Jacobsen, der tog initiativet til at skabe en afstøbningssamling for hele folket, hvor man kunne studere skulpturkunstens hovedværker. Enkelte af afstøbningerne stammer fra 1700-tallet og var en del af Det Kongelige Danske Kunstakademis samling, der indtil midten af 1900-tallet blev brugt dagligt til at tegne og male efter som led i kunstnernes uddannelse. Samlingen blev først opstillet på Statens Museum for Kunst i Sølvgade og siden flyttet til Vestindisk Pakhus, som åbnede for publikum i 1995.
På trods af at Den Kongelige Afstøbningssamling består af en samling kopier, så er nogle af skulpturerne gradvist ved at blive til originaler. Flere af samlingens værker er afformet for så mange år siden, at originalskulpturerne i dag ikke er i samme stand som ved tilblivelsen af afstøbningerne. Afstøbningssamlingen repræsenterer således et mere intakt bevaringsstade end enkelte af deres originale forlæg.
I dag støber man i forme med silikonegummi, som når ind i alle originalens fordybninger, og som nemt krænges af. Tidligere var processen omstændelig. Man kunne bruge forme af ler eller benlim; men normalt brugte man faste forme i gips, som møjsommeligt blev bygget op omkring originalerne af op til flere hundrede enkeltstykker, skilt ad, og sat sammen igen for at støbe i dem med gips.

## Afstøbningerne i udvalg
- Michelangelo ”David” 1501-04
- Figenblad til David
- Venus fra Milo fra 2. århundrede f.Kr.
- Bjørn Nørgaard: Venus spejler Venus, 2005
- Donatello: Gattamelata, 1447-53
- Claus Sluter: Mosesbrønden, cirka 1396-1405
- Portrætbuste med rekonstruktion af oprindelig bemaling: Mithradates VI af Pontos, circa 112-63 f.Kr.
- Metalsvinet, cirka 3. århundrede f.Kr.
- Laokoon og hans sønner dræbes af slanger. 1. århundrede f.Kr.
- Michelangelo: Peterskirkepietà, 1498-99 (en.wiki)
- Germain Pilon: Henri II & Catherina af Medicis gravmæle, 1535-90

### Tre-dimensionelle modeller
I 2016 udgav Statens Museum for Kunst højopløslige digitaliseringer af nogle få skulpturer.
- Apollo Belvedere
- Diskoskasteren
- Kore ACR 671 iført chiton og kappe (epiblema)
- Memnon fra Etiopien
- Poseidon eller Zeus fra Artemision
- Spydbæreren
- Venus fra Milo
- David stående med Goliaths hoved for sine fødder[2]